# Hansgeorg Trurnit

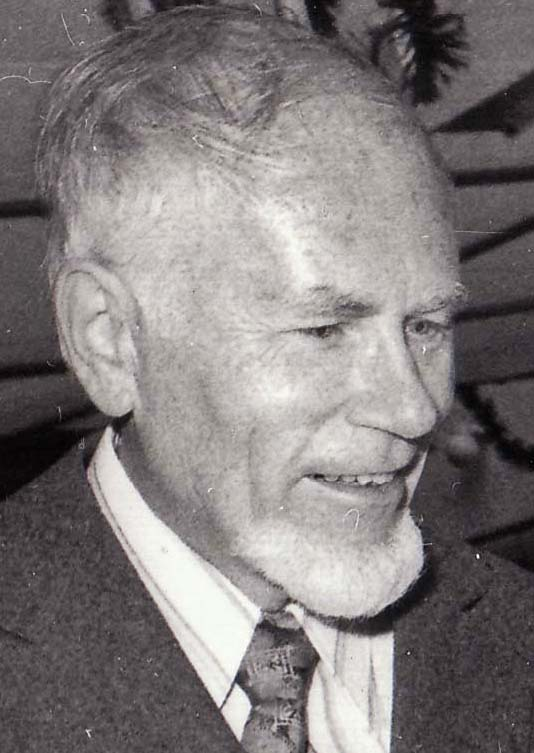
Hansgeorg Trurnit, genannt Georg Berkenhoff, 1975

Hansgeorg Trurnit (Pseudonym: Georg Berkenhoff; * 27. Juni 1912 in Döbeln; † 17. September 1999 in München) war ein deutscher Journalist, Autor, Chefredakteur und Verleger.

## Leben
Hansgeorg Trurnits Eltern waren Margot Trurnit geborene Jung und Ernst Trurnit. Er besuchte die Leibniz-Oberrealschule in Berlin. Nach dem Studium der Volkswirtschaft und der Zeitungswissenschaften von 1931 bis 1933 in Berlin und einem Volontariat bei der Berliner Deutschen Zeitung von 1932 bis 1934 wurde der 24-Jährige aus Sachsen freier Journalist und 1936 Presseleiter der Reichsarbeitsgemeinschaft Schadenverhütung, ein Jahr später Schriftleiter der Mitteilungen über die Judenfrage. Von 1938/1939 wechselte er als Hauptschriftleiter (Chefredakteur) zum im Berliner Aufwärts-Verlag herausgegebenen Zeitschriften-Dienst (Deutscher Wochendienst), der streng vertraulich über die pressepolitischen Maßnahmen der Führung des Großdeutschen Reiches informierte. Von Januar 1941 bis 1945 war er Pressechef von Tobis-Filmkunst. Im Jahr 1941 leistete er Wehrdienst.
Nebenbei betätigte sich Trurnit auch als Buchautor. Schon 1936 erschien sein vaterländisches Epos Friesen und die Schwarze Schar rund um Lützows wilde, verwegene Jagd im Gefolge des „Turnvaters“ Friedrich Jahn, gewidmet Prof. Oskar Berger, dem Vater seines Stiefvaters, als Vorsitzender der Deutschen Turnerschaft Jahns Nachfolger. Die unter Bergers Leitung 1923 in München und 1938 in Köln veranstalteten Turnfeste mit 300.000 Teilnehmern waren legendär. Ebenfalls 1936 erschien Trurnits Führer Das neue Berlin – Stadt der Olympischen Spiele.
Nach dem Krieg war Trurnit Dolmetscher und Personalchef der US-Army. Von 1949 bis 1954 schrieb er als Redakteur für die in der amerikanischen Besatzungszone herausgegebene Neue Zeitung, nach deren Einstellung für die Frankfurter Allgemeine Zeitung, vorwiegend über kommunale Themen mit Schwerpunkt Energieversorgung. Von 1954 bis 1977 gab er in Zusammenarbeit mit dem Verband kommunaler Unternehmen (VKU), dessen Public-Relations-Berater er war, die von ihm gegründete Zeitung für kommunale Wirtschaft (ZfK) als Chefredakteur heraus, auch heute noch das auflagenstärkste Fachblatt für Energie- und Wasserversorgung und städtische Betriebe. 1962 gründete er zusammen mit seinem Sohn Hanno Trurnit den tag+nacht Verlag, der mit seinen von Trurnit verlegten und herausgegebenen Kundenzeitschriften (tag + nacht und andere) in der Folge etwa jeden dritten Haushalt in der Bundesrepublik in Energiefragen beriet und die Zusammenarbeit der Energieversorger mit ihren Kunden nachhaltig zu verbessern suchte. Das Unternehmen, das inzwischen alle Aspekte der Kommunikation zwischen Versorgern und Verbrauchern abdeckt, wird heute als trurnit GmbH in der dritten Generation von Frank Trurnit geführt.
Hansgeorg Trurnit lebte in Deisenhofen in Oberbayern und war ab 1965 in zweiter Ehe mit Candida Trurnit geborene Wenz verheiratet. Aus der ersten Ehe stammen die Kinder Hanno, Heiko, Rolf und Renate, aus der zweiten der Sohn Sven Trunit.

## Veröffentlichungen

### Als Hansgeorg Trurnit
- Friedrich Friesen. Roman. 1934.
- Das neue Berlin: Stadt der Olympischen Spiele. Traditions-Verlag, Berlin 1936.
- Friesen und die Schwarze Schar. Traditions-Verlag, Berlin 1936.
- mit Willi Fr. Könitzer: Weltentscheidung in der Judenfrage. Der Endkampf nach 3000 Jahren Judengegnerschaft. Zwinger-Verlag, Dresden 1939.

### Als Georg Berkenhoff
- Energie von A bis Z. Kleines Lexikon der kommunalen Stromversorgung. Oldenbourg Verlag, München 1954.
- mit Susanna Voigt: Jeder steht mal auf der Leitung. Tag und Nacht, München 1990.